# Epanodos
Een epanodos (ook regressie) is een stijlfiguur waarbij enkele woorden herhaald worden in omgekeerde volgorde.
voorbeeld
- Hij struikelde en viel, viel en struikelde.
- Hoor ik regen, ja, dat ik hoor.